# Sabine Jaberg
Sabine Jaberg (* 1965) ist eine deutsche Politologin.

## Leben
Jaberg studierte Politikwissenschaft, Germanistik und Philosophie. Von 1992 bis 1994 war sie wissenschaftliche Mitarbeiterin am Institut für Friedensforschung und Sicherheitspolitik an der Universität Hamburg. 1996 wurde sie bei Reinhard Meyers an der Philosophischen Fakultät der Westfälischen Wilhelms-Universität in Münster zum Dr. phil. promoviert.
1999 wurde sie Dozentin am Fachbereich Sozialwissenschaften bzw. Human- und Sozialwissenschaften der Führungsakademie der Bundeswehr (FüAkBw) in Hamburg. 2009 habilitierte sie sich an der Universität Hamburg und wurde Privatdozentin bzw. Lehrbeauftragte für Internationale Beziehungen und Friedensforschung am dortigen Fachbereich Politikwissenschaft.
Sie ist Mitherausgeberin der Vierteljahresschrift Sicherheit und Frieden.

## Schriften (Auswahl)
- Systeme kollektiver Sicherheit in und für Europa in Theorie, Praxis und Entwurf. Ein systemwissenschaftlicher Versuch (= Demokratie, Sicherheit, Frieden. Bd. 112). Nomos, Baden-Baden 1998, ISBN 3-7890-5131-4.
- Kollektive Sicherheit. Mythos oder realistische Option?. Sechs Perspektiven (= WIFIS aktuell. 16). Edition Temmen, Bremen 1999, ISBN 3-86108-014-1.
- mit Peter Schlotter (Hrsg.): Imperiale Weltordnung. Trend des 21. Jahrhunderts? (= AFK-Friedensschriften. Bd. 32). Nomos, Baden-Baden 2005, ISBN 3-8329-1231-2.
- mit Heiko Biehl, Günter Mohrmann, Maren Tomforde (Hrsg.): Auslandseinsätze der Bundeswehr. Sozialwissenschaftliche Analysen, Diagnosen und Perspektiven (= Sozialwissenschaftliche Schriften. H. 47). Duncker & Humblot, Berlin 2009, ISBN 978-3-428-13072-6.